# Strč prst skrz krk

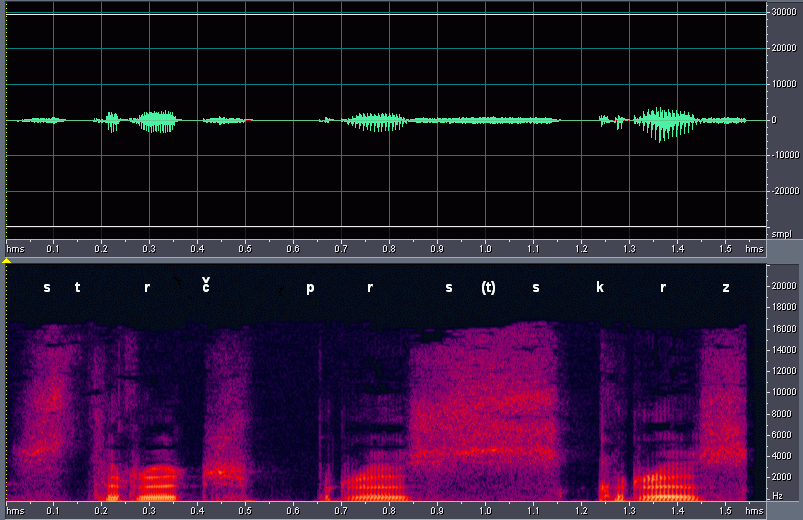
Spektrogram jazykolamu

Strč prst skrz krk ( výslovnost) je český a slovenský jazykolam.
Věta se často dává vyslovit cizincům, kteří mají o češtinu zájem. Obtíž jazykolamu spočívá v absenci samohlásek v celé větě.
Delšími, i když ne tolik známými větami složenými pouze ze souhlásek, jsou: „Smrž pln skvrn zvlhl z mlh,“ či „Chrt pln skvrn vrhl smrž skrz drn, prv vrhl čtvrthrst zrn.“
Jazykolam je také použit jako podtitulek švýcarských novin La Distinction.

## Jiné věty bez napsaných vokálů
- Chrt pln skvrn zdrhl z Brd.
- Chrt pln skvrn vtrhl skrz trs chrp v čtvrť Krč, prv zhltl čtvrt hrst zrn.
- Chrt pln skvrn zhltl hrst zrn.
- Plch zdrhl skrz drn, prv zhltl čtvrthrst zrn.
- Zdrhl krt skrz drn, zprv zhltl hrst zrn.
- Vlk pln žbrnd zdrhl hrd z mlh Brd skrz vrch Smrk v čtvrť srn Krč.
- Blb vlk pln žbrnd zdrhl hrd z mlh Brd skrz vrch Smrk v čtvrť srn Krč.
- Škrt plch z mlh Brd pln skvrn z mrv prv hrd scvrnkl z brzd skrz trs chrp v krs vrb mls mrch srn čtvrthrst zrn. (nejdelší česká souhlásková věta)[2]